# Reika Kakiiwa
Reika Kakiiwa (en japonés: 垣岩 令佳, Kakiiwa Reika; Kami-Amakusa, 19 de julio de 1989) es una deportista japonesa que compitió en bádminton, en la modalidad de dobles.
Participó en los Juegos Olímpicos de Londres 2012, obteniendo una medalla de plata en la prueba de dobles (junto con Mizuki Fujii).
Ganó una medalla de bronce en el Campeonato Mundial de Bádminton de 2014. En los Juegos Asiáticos de 2014 consiguió una medalla de bronce en la prueba de equipo.

## Palmarés internacional
| Juegos Olímpicos   | Juegos Olímpicos        | Juegos Olímpicos  | Juegos Olímpicos |
| Año                | Lugar                   | Medalla           | Prueba           |
| ------------------ | ----------------------- | ----------------- | ---------------- |
| 2012               | Londres (Reino Unido)   | Medalla de plata  | Dobles           |
| Campeonato Mundial |                         |                   |                  |
| Año                | Lugar                   | Medalla           | Prueba           |
| 2014               | Copenhague (Dinamarca)  | Medalla de bronce | Dobles           |
| Juegos Asiáticos   |                         |                   |                  |
| Año                | Lugar                   | Medalla           | Prueba           |
| 2014               | Incheon (Corea del Sur) | Medalla de bronce | Equipo           |